# Bengt Berglund (arkitekt)
Bengt Uno Stille Berglund, född 12 juni 1935 i Hässleholm, är en svensk arkitekt.
Efter studentexamen i Hässleholm 1955 och examen från Chalmers tekniska högskola 1961 var Berglund arkitekt och chef för Gottfrid Bergenudds arkitektkontors avdelningskontor i Boden samt biträdande stadsarkitekt i Boden 1961–1966. Han var planarkitekt vid  Norrbottenskommunernas arkitekt- och byggnadskontor (NAB Konsult) i Luleå från 1966. Han har utfört bland annat medborgarhus, idrottshall, ishall, högstadieskola och ålderdomshem i Boden.